# Сухо гърло (община Демир Хисар)
 Тази статия е за селото в Община Демир Хисар.  За селото в община Щип вижте Сухо гърло (община Щип).  
Сухо гърло или Суво гърло (на македонска литературна норма: Суво Грло) е село в община Демир Хисар, Северна Македония.

## География
Разположено е на 720 m надморска височина в областта Долен Демир Хисар, в източните склонове на Плакенската планина, на левия бряг на река Църна (Черна), на 11 km от град Демир Хисар. Сухо гърло има малко землище – 4,6 km2, от което горите заемат площ от 241 ha, пасищата 120 ha, а 79 ha е обработваемата площ.

## История
В XIX век Сухо гърло е малко българско село в Битолска кааза, нахия Демир Хисар на Османската империя. Гробищната църква „Свети Атанасий“ е от 1886 година. В селото има и църква „Успение Богородично“.
Според Васил Кънчов в 90-те години Сухо гърло е чифлик с 6 къщи и малка църквичка. Според статистиката му („Македония. Етнография и статистика“) в 1900 година Сухо гърло има 55 жители, всички българи християни.
На Етнографската карта на Битолския вилает на Картографския институт в София от 1901 година Сухо гърло е чисто българско село в Битолската каза на Битолския санджак със 7 къщи.
Според Никола Киров („Крушово и борбите му за свобода“) към 1901 година Сухогърлци има 15 български къщи.
Цялото население на селото е под върховенството на Българската екзархия. По данни на секретаря на екзархията Димитър Мишев („La Macédoine et sa Population Chrétienne“) в 1905 година в Сухо гърло има 48 българи екзархисти.
В 1961 година Сухо гърло има 143 жители, в 1994 – 27, а според преброяването от 2002 година селото има 8 жители всички македонци.
| Националност | Всичко |
| македонци    | 8      |
| албанци      | 0      |
| турци        | 0      |
| роми         | 0      |
| власи        | 0      |
| сърби        | 0      |
| бошняци      | 0      |
| други        | 0      |

## Личности
Родени в Сухо гърло
- Недан Соколов (1873 – ?), български революционер от ВМОРО